# Jacques Sadoul
Jacques Sadoul (Agen, 5 de marzo de 1934 - Astaffort, 18 de enero de 2013) fue un editor y escritor francés, autor de varias antologías de la historia de la Ciencia ficción. 
Sadoul era un reconocido fanático de la ciencia ficción y un gran coleccionista de revistas del tema. Fue uno de los primeros editores en lanzar libros de ciencia ficción en Francia. Trabajó primero en “Editions Opta” y luego en  “J’ai lu”., donde creó la edición de publicaciones de ciencia ficción y editó las series de antologías Les Meilleurs Recits traducidas de las revistas pulp americanas. También fue el creador del premio Prix Apollo. 
En 1973 publicó en París Hier, l’an 2000: L’illustration de science fiction des annees 30 (1973), traducida al inglés y publicada en los Estados Unidos en 1975 como: 2000 A.D.: Illustrations From the Golden Age of Science Fiction Pulps, un libro acerca de la ciencia ficción estadounidense con ilustraciones, la mayoría en blanco y negro. 
Su Histoire de la science fiction moderne, 1911-1971 (1973), un largo y entusiasta estudio del campo, aunque fue criticado por la falta de análisis profundos y por contener demasiadas generalizaciones y opiniones personales, fue un gran estímulo para el estudio académico de la ciencia ficción, particularmente entre las personas de Europa del este de su tiempo, ya que el libro fue visto como un trabajo serio y respetable, y además era un trabajo de la Europa continental, mientras que entonces, todo lo relacionado con la ciencia ficción era producido al otro lado del canal de la Mancha o del Atlántico. 
Escribió una trilogía de novelas fantásticas, La Passion selon Satan (1960), Le Jardin de la licorne (1978) y Les hautes terres du reve.
También fue autor de trabajos sobre alquimia, fantastique y novela policíaca.

## Referencias

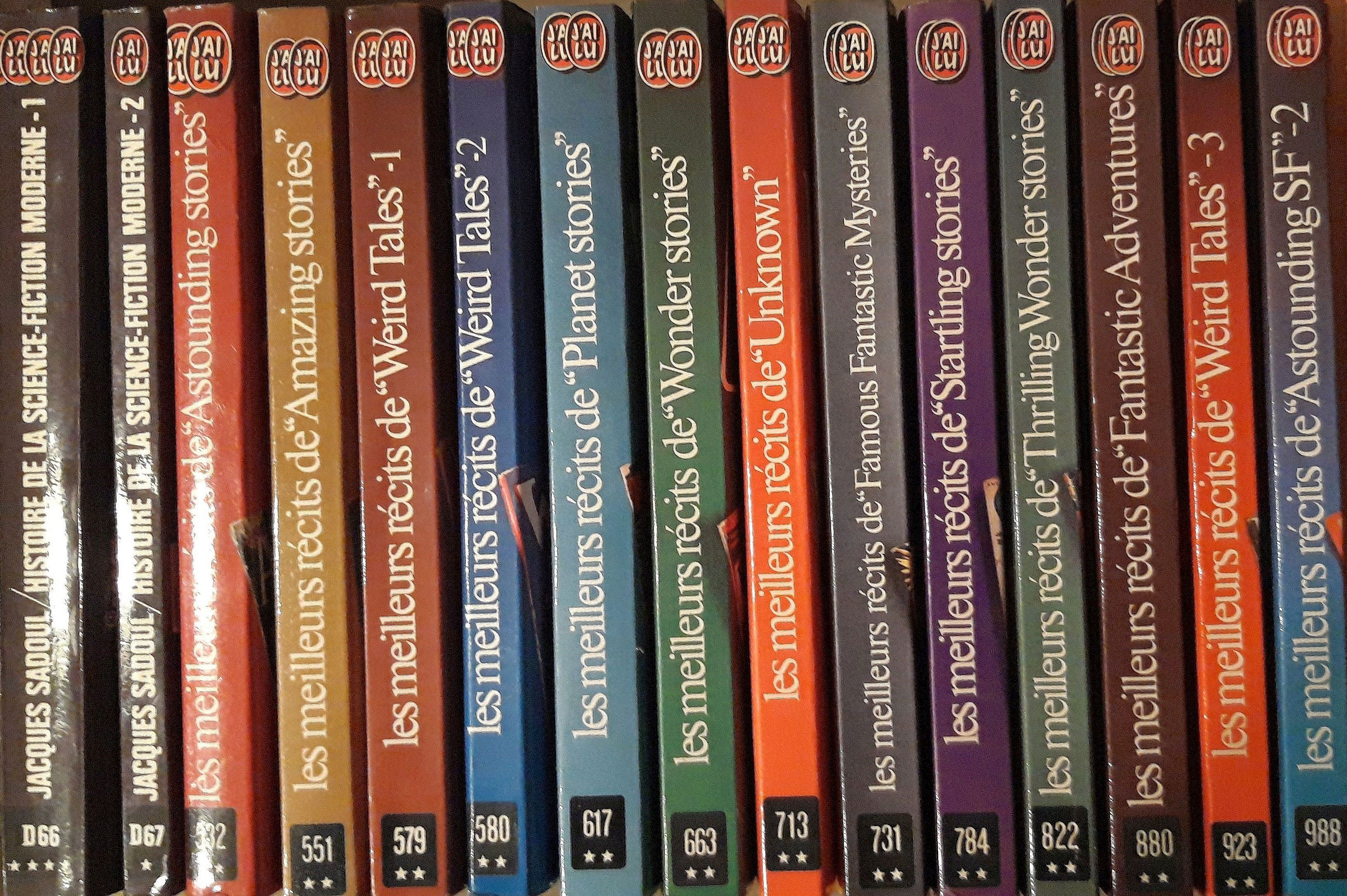
Colección Les meilleurs récits de... (Los mejores relatos de...)